# Harry Mulisch

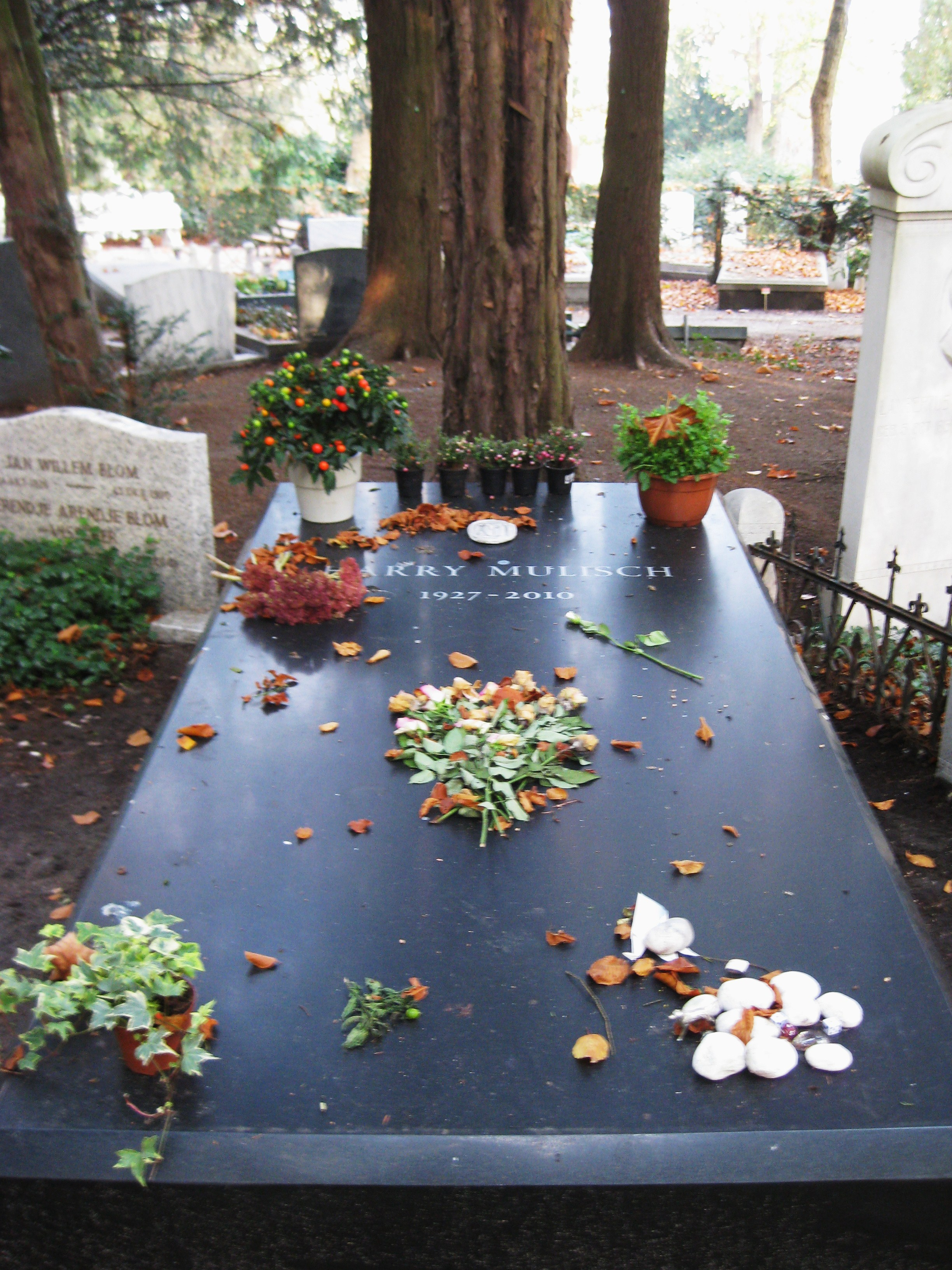
Hrob Harry Mulische v Amsterdamu

Harry Kurt Victor Mulisch (29. července 1927 Haarlem – 30. října 2010 Amsterdam) byl nizozemský spisovatel židovského původu. Spolu s W. F. Hermansem a Gerardem Revem byl považován za představitele tzv. velké trojky poválečné nizozemské literatury. Psal romány, divadelní hry, eseje, básně a filozofické úvahy. Po smrti svého otce se v roce 1958 přestěhoval do Amsterdamu, kde působil až do své smrti. Mulischův otec emigroval do Nizozemska po první světové válce z Rakousko-Uherska. Během nacistické okupace pracoval pro německou banku Lippmann-Rosenthal & Co., která těžila z konfiskovaného majetku židů. Jeho manželka Alice Schwarzová byla židovka, ale transportu s malým Harrym unikla díky manželově kolaboraci s nacisty. Babička a prababička Harryho Mulische z matčiny strany však zahynuly v koncentračním táboře.

## Dílo
Mulisch se stal světoznámým skrze film Atentát (1986), natočeným podle stejnojmenné knihy. Film získal řadu ocenění, mimo jiné Zlatý glóbus a Oscara za nejlepší cizojazyčný film.
Jeho opus magnum Objevení nebe (1992) byl v roce 2007 na základě čtenářské ankety zvolen nejlepší nizozemskojazyčnou knihou všech dob.
Častým tématem jeho díla je druhá světová válka. V roce 1963 sepsal knihu o případu Adolfa Eichmanna nazvanou Případ 40/61. I další jeho díla De Aanslag (Atentát), Het Stenen bruidsbed (Kamenné svatební lůžko) a Siegfried se tematicky věnují druhé světové válce. Ve většině z nich se Mulisch zabývá otázkou, jak je možné, že Němci natolik podlehli Hitlerovu charismatu.
Mulisch do svých děl často zakomponovával mýty a legendy, zejména řeckou mytologii (dílo De Elementen) a židovský mysticismus (Objevení nebe).
- 1947 Ik, Bubanik
- 1952 Archibald strohalm
- 1952 Tussen hamer en aambeeld
- 1952 De diamant: een voorbeeldige geschiedenis
- 1953 Chantaje op het leven
- 1955 De sprong der paarden en de zoete zee
- 1955 Het mirakel: episodes van troost en liederlijkheid uit het leven van de heer Tiennoppen
- 1956 Het zwarte licht
- 1957 De versierde mens
- 1958 Manifesten
- 1959 Het stenen bruidsbed (Kamenné svatební lůžko)
- 1960 Tanchelijn
- 1961 Voer voor psychologen
- 1961 Wenken voor de Bescherming van Uw Gezin en Uzelf, Tijdens de Jongste Dag
- 1962 De zaak 40/61
- 1962 Quauhquauhtinchan in den vreemde: een sprookje
- 1966 Bericht aan de rattenkoning
- 1967 Wenken voor de Jongste Dag
- 1968 Het woord bij de daad: getuigenis van de revolutie op Cuba
- 1970 De verteller
- 1970 Paralipomena Orphica
- 1972 Oidipous Oidipous
- 1971 De verteller verteld
- 1972 Soep lepelen met een vork: tegen de spellinghervormers
- 1972 Wat gebeurde er met sergeant Massuro?
- 1972 De toekomst van gisteren: protocol van een schrijverij
- 1973 Woorden, woorden, woorden
- 1973 Het seksuele bolwerk
- 1974 De vogels: drie balladen
- 1974 Bezoekuur
- 1975 Mijn getijdenboek
- 1975 Volk en vaderliefde
- 1975 Tegenlicht
- 1975 Kind en kraai
- 1975 Twee vrouwen (Dvě ženy)
- 1976 Het ironische van de ironie. Over het geval G.K. van het Reve
- 1976 De grens
- 1976 Vergrote raadsels: verklaringen, paradoxen en mulischesken
- 1976 De wijn is drinkbaar dankzij het glas
- 1977 Oude lucht
- 1977 De taal is een ei
- 1977 Oude lucht: drie verhalen
- 1978 Wat poëzie is: een leerdicht
- 1979 Paniek der onschuld
- 1980 De compositie van de wereld
- 1982 Opus Gran
- 1982 De Aanslag (Atentát)
- 1983 Egyptisch
- 1984 Het Boek
- 1985 Hoogste tijd
- 1987 De pupil
- 1988 De elementen
- 1988 Het licht
- 1989 Voorval: variatie op een thema
- 1989 Het beeld en de klok
- 1990 De zuilen van Hercules
- 1992 De ontdekking van de hemel (Objevení nebe)
- 1995 Bij gelegenheid
- 1996 De Oer-Aanslag
- 1997 Zielespiegel: bij wijze van catalogus
- 1998 Het zevende land
- 1999 De procedure (Procedura)
- 2000 Het theater, de brief en de waarheid
- 2001 Siegfried: een zwarte idylle (Siegfried)

## Filmové adaptace
- Twee vrouwen (1979), nizozemský film, režie George Sluizer,
- De aanslag (1986), nizozemský film, režie Fons Rademakers,
- Hoogste tijd  (1995), nizozemský film, režie Frans Weisz,
- The Discovery of Heaven (2001), nizozemsko-britský film, režie Jeroen Krabbé.

## Česká vydání
- Atentát, Svoboda, Praha 1986, přeložila Olga Krijtová,
- Dvě ženy, Ivo Železný, Praha 1993, přeložila Olga Krijtová,
- Procedura, Mladá fronta, Praha 2001, přeložila Veronika Havlíková,
- Siegfried, Mladá fronta, Praha 2003, přeložila Veronika Havlíková,
- Objevení nebe, Odeon, Praha 2010, přeložila Veronika Havlíková

## Slovenské vydání
- Kamenné svadobné lôžko, Tatran, Bratislava 1968, přeložila Júlia Májeková